# Сивка-Войниловская
Си́вка-Войни́ловская (укр. Сівка-Войнилівська) — село в Войниловской поселковой общине Калушского района Ивано-Франковской области Украины.
Население по переписи 2001 года составляло 587 человек. Занимает площадь 10,94 км². Почтовый индекс — 77311. Телефонный код — 03472.